# Brian Greene (Basketballspieler)
Brian Greene (* 30. August 1981 in Thornton, Colorado) ist ein US-amerikanischer Basketballspieler. Nach dem Studium in seinem heimatlichen US-Bundesstaat spielte er als Profi vorwiegend in Belgien und Frankreich. 2008 war er für einige Monate beim deutschen Bundesligisten Köln 99ers unter Vertrag.

## Karriere
Während seines Studiums an der Colorado State University in Fort Collins war Greene für das Hochschulteam Rams in der Mountain West Conference der NCAA Division I aktiv. Er gehört zu den Top Ten in den Annalen der Rams bei erzielten Punkten, Rebounds und Ballgewinnen.  In seinem Senior-Jahr 2003 gewannen die Rams nach langer Pause die Meisterschaft der Conference, wobei sie renommierte Mannschaften wie die Utah Utes der University of Utah, UNLV Rebels und BYU Cougars hinter sich lassen konnten. In der ersten Runde der landesweiten Endrunde schied man gegen die hoch gehandelten Duke Blue Devils aus.
Greene wechselte dann als Profi nach Europa und spielte nach wenigen Spielen in Polen von 2003 bis 2005 für den belgischen Basketballverein aus Lüttich. Nach einer weiteren Saison im benachbarten Verviers wechselte er 2006 zum französischen Erstligisten ASVEL in Lyon. Nach einer Saison wechselte er zurück in sein Heimatland und spielte in der NBA Development League für die 14ers aus seiner Heimat in Colorado. Im Februar 2008 kehrte er nach Europa zurück und spielte die Saison für die in wirtschaftliche Schwierigkeiten geratenen Köln 99ers zu Ende. Die folgende Saison spielte er beim französischen Erstligisten Entente Loiret aus Orléans. Mit dem 2006 aufgestiegenen Verein wurde er mit seinen Mannschaftskameraden jeweils Finalist im französischen Ligapokal Semaine de As sowie in den Play-off um die Meisterschaft, welches gegen seinen vormaligen Verein ASVEL verloren ging. Die folgende Saison kehrte er in die belgische Ethias League zurück zum flandrischen Verein Okapi aus Aalst, nachdem er zuvor in der französischsprachigen Wallonie gespielt hatte. Nach einer Saison, in der er die belgische Liga als Topscorer mit knapp 17 Punkten pro Spiel anführte, wechselte er zum Serienmeister Spirou BC nach Charleroi, mit denen er in der Qualifikation zur EuroLeague 2010/11 den deutschen Vertreter Alba Berlin besiegen konnte und damit erstmals seit langen Jahren die Teilnahme an der höchsten europäischen Spielklasse EuroLeague für einen belgischen Verein sichern konnte. In der ersten Gruppenphase landete man jedoch noch hinter dem deutschen Meister Brose Baskets auf dem letzten Platz und schied aus. National gewann die Mannschaft 2011 im Play-off-Finale gegen Greenes vormaligen Verein Okapi Aalstar erneut die belgische Meisterschaft. Zur Saison 2011/12 kehrt er nach Orléans zurück, die mittlerweile als Orléans Loiret Basket firmieren.